# Monticello (Indiana)
Monticello è una città degli Stati Uniti d'America, situata nello Stato dell'Indiana e in particolare nella contea di White, della quale è il capoluogo.
Nel pomeriggio del 3 aprile 1974 la località è stata devastata da un violento tornado classificato come F4 che ha ucciso 18 persone lungo il suo tragitto di 200 km attraverso l'Indiana